# قرار مجلس الأمن التابع للأمم المتحدة رقم 1935
قرار مجلس الأمن التابع للأمم المتحدة رقم 1935 الذي اتخذ بالإجماع في 30 يوليو 2010، بعد التأكيد على جميع القرارات والبيانات السابقة بشأن الوضع في السودان، مدد المجلس ولاية العملية المشتركة للاتحاد الأفريقي والأمم المتحدة في دارفور (يوناميد) لمدة 12 شهرًا حتى 31 يوليو 2011 وطالب بإنهاء القتال والهجمات على موظفي الأمم المتحدة والمدنيين.
ااعتُمدَ القرار، الذي صاغته المملكة المتحدة، خلال تصاعد الهجمات على قوات حفظ السلام والمدنيين التابعين للأمم المتحدة، بما في ذلك الكمائن واحتجاز الجماعات المحلية طيار مروحيات يوناميد. كما استمع المجلس إلى اشتداد القتال بين الجماعات المتمردة والحكومة. في اليوم التالي بعد اعتماد القرار 1935، طلبت الحكومة السودانية من قوات حفظ السلام التابعة للعملية المختلطة إبلاغها بتحركاتها، بعد اتهام الأمم المتحدة بالفشل في الحفاظ على السلام في مخيمات اللاجئين في غرب البلاد.

## القرار

### أعمال
قام المجلس بتمديد مدة يوناميد لمدة عام، وحث العملية على الاستفادة الكاملة من تفويضها لحماية المدنيين وتسهيل إيصال المساعدات الإنسانية . وحثت على تعزيز العملية السياسية بقيادة الاتحاد الأفريقي والأمم المتحدة في دارفور. وقد شجبت جميع الهجمات والتهديدات ضد العملية المختلطة بشدة لأنها غير مقبولة وطالب المجلس بوقف هذه الحوادث على الفور. بالإضافة إلى ذلك، كان هناك قلق بشأن القيود المفروضة على حرية تنقل وعمليات يوناميد، وكان مطلوباً من الأمين العام بان كي مون تقديم تقرير كل 90 يومًا عن تنفيذ ولايتها.
وطالب القرار جميع أطراف النزاع بإنهاء العنف والهجمات على المدنيين وحفظة السلام والعاملين في المجال الإنساني والامتثال على الفور للالتزامات الدولية المتعلقة بحقوق الإنسان والقانون الإنساني. وفي هذا الصدد، تم اقتراح آلية أكثر فعالية لرصد وقف إطلاق النار. وأعرب المجلس عن قلقه البالغ إزاء تدهور الحالة الإنسانية والتهديدات التي تتعرض لها المنظمات الإنسانية. وأكد أنه لن يكون هناك حل عسكري لنزاع دارفور وأن التسوية السياسية ضرورية. وتم حث جميع الأطراف، بما في ذلك الجماعات المتمردة، على المشاركة في العملية.
ولاحظ مجلس الأمن أن الصراع في دارفور كان له عواقب على بقية السودان والمنطقة الأوسع نطاقا، وحثت العملية المختلطة على التعاون مع بعثة الأمم المتحدة في السودان وبعثة الأمم المتحدة في جمهورية أفريقيا الوسطى وتشاد. كما طُلب من العملية المساعدة في التحضير لاستفتاء الاستقلال في جنوب السودان . وشدد المجلس كذلك على الحلول لمسألة اللاجئين والمشردين داخليا ومبادرات الإنعاش. وأعربت عن قلقها إزاء استمرار الصراعات المحلية وانتشار الأسلحة، وطالبت جميع الأطراف في النزاع باتخاذ تدابير لحماية المدنيين.
وأخيرا، طُلب إلى الأمين العام أن يكفل استمرار الحوار والإبلاغ عن حالة الأطفال في الصراع، بما في ذلك استخدام الأطفال الجنود وانتهاكات حقوق الإنسان.

## روابط خارجية
- نص القرار في undocs.org